# Prófugas del destino
 (срп. Бегунци судбине) је мексичка теленовела, продукцијске куће ТВ Астека, снимана 2010.

## Синопсис
Долерес, Маријана и Бетрис три су жене које служе казну у затвору због нечега што нису починиле, и све три желе да побегну одатле. Једне ноћи деси се побуна и тај им се тренутак учини савршеним за бекство. Када коначно побегну, наилазе на саобраћајну несрећу у коме су часне сестре изгубиле живот, тада узимају њихове одоре и почињу да живе њихове животе, не би ли биле октривене и враћене у затвор. Селе се у Пуерто Ваљарта где воде миран живот, али долазак једног мушкарца промениће живот једне од њих, и може покварити планове остале две.

## Улоге
| Глумац:             | Улога:                               |
| ------------------- | ------------------------------------ |
| Габријела Вергара   | Долорес Родригез Лола (сестра Хуана) |
| Мајра Рохас         | Маријана Акуња (сестра Инес)         |
| Андреа Марти        | Беатрис Торес Бети (сестра Марија)   |
| Хосе Анхел Љамас    | Хосе Луис Бермудез                   |
| Вероника Лангер     | Ребека Фернандез де Акуња            |
| Венди де лос Кобос  | Сусана дел Монте                     |
| Роксана Чавез       | Сандра Мендоза                       |
| Мартин Наварете     | Марсело Виљар                        |
| Армандо Тореа       | Раул Кабаљеро                        |
| Родолфо Ариас       | Едуардо Мендоза                      |
| Карлос Торес Ториха | Леополдо Естрада                     |
| Гиљермо Кинтаниља   | Хосе Марија Мендоза                  |
| Фидел Кариага       | свештеник Хасинто                    |
| Лисет Куевас        | Матилде                              |
| Роберто Монтијел    | Артуро Рејносо                       |
| Ерик Чапа           | Пабло Гарсија                        |
| Сесилија Ромо       | Лоурдес                              |
| Лила Авилес         | Карла Торес                          |
| Франциско Порас     | Хулијан Аревало                      |
| Херардо Лама        | Игнасио Акуња                        |
| Мартин Газа         | Мартинсито                           |
| Алма Ирета де Алба  | Клаудија                             |
| Фернандо Циангероти | Марио Фернандез                      |
| Ванеса Циангероти   | Кристина Варела Тина                 |
| Рамиро Торес        | Пончо                                |